# Aeropuerto Reyes Murillo
El Aeropuerto Reyes Murillo (IATA: NQU, OACI: SKNQ) es un aeropuerto regional ubicado en el municipio de costero de Nuquí en el departamento del Chocó en Colombia. Dado lo corto de la pista de aterrizaje, solo está permitida la llegada de aeronaves livianas y de máximo 19 pasajeros y ATR-42 de 50 pasajeros. Durante la época de vacaciones, los vuelos al aeropuerto registran un gran aumento debido al gran valor turístico de las playas ubicadas en la zona cercana al municipio. Entre ellas resalta el avistamiento de ballenas jorobadas en los meses de Agosto y Septiembre.
Aeropuerto regional ubicado en el municipio de Nuquí, dentro del casco urbano de la población del mismo nombre. La población de Nuquí y su aeropuerto, se encuentran en la zona central Oeste del Departamento del Chocó, en la zona litoral.

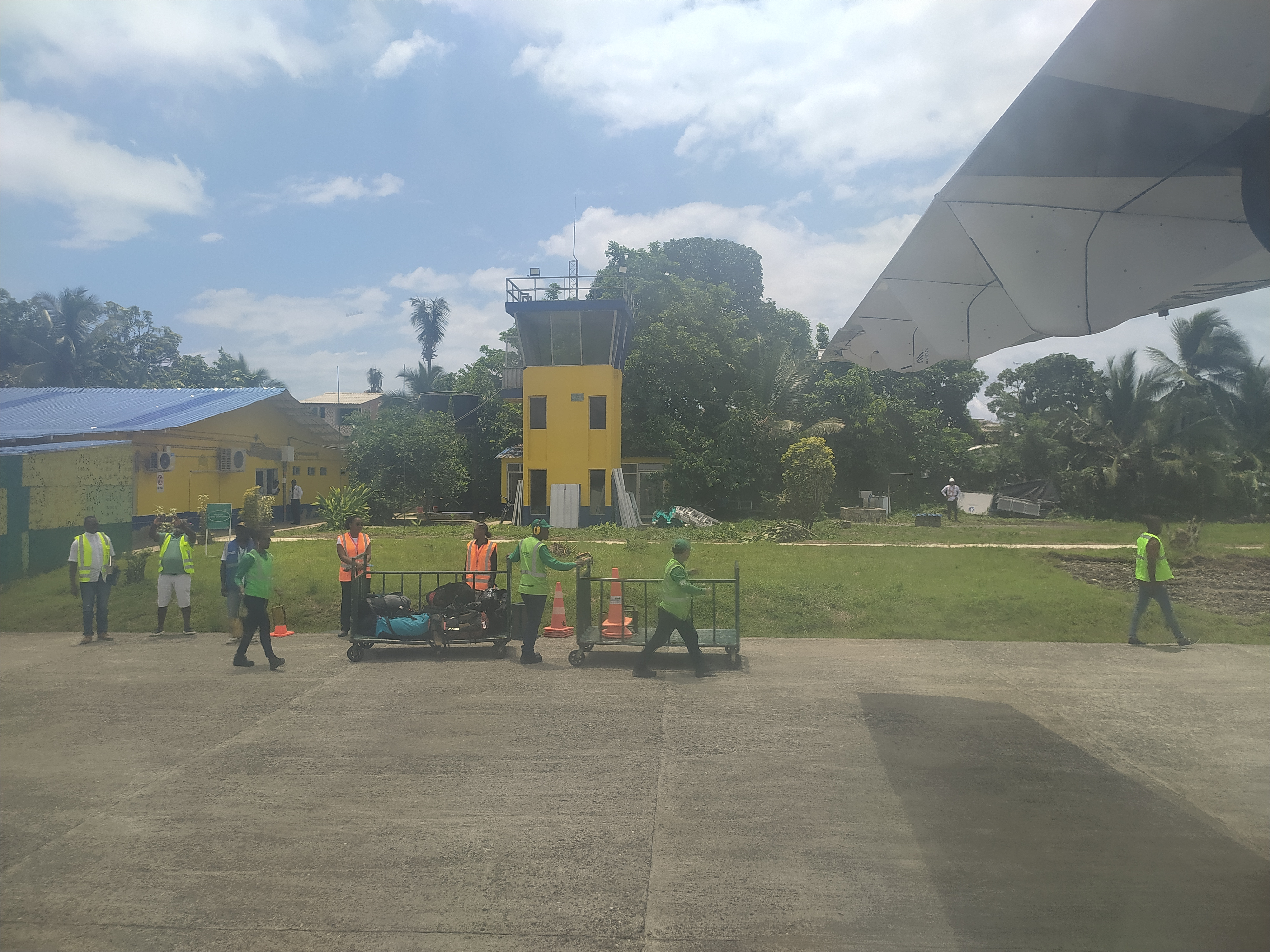
Torre de Control - Aeropuerto Nuquí

En 2023 se une este destino la aerolínea CLIC, la cual inició el 1 de Septiembre esta ruta desde el aeropuerto Olaya Herrera de la ciudad de Medellín, con aviones de tipo ATR42-600 con 50 personas de capacidad con una frecuencia de 1 vuelo diario, uniéndose así a la Aerolínea estatal Satena y los vuelos charter prestados por el Searca (Grupo San Germán).

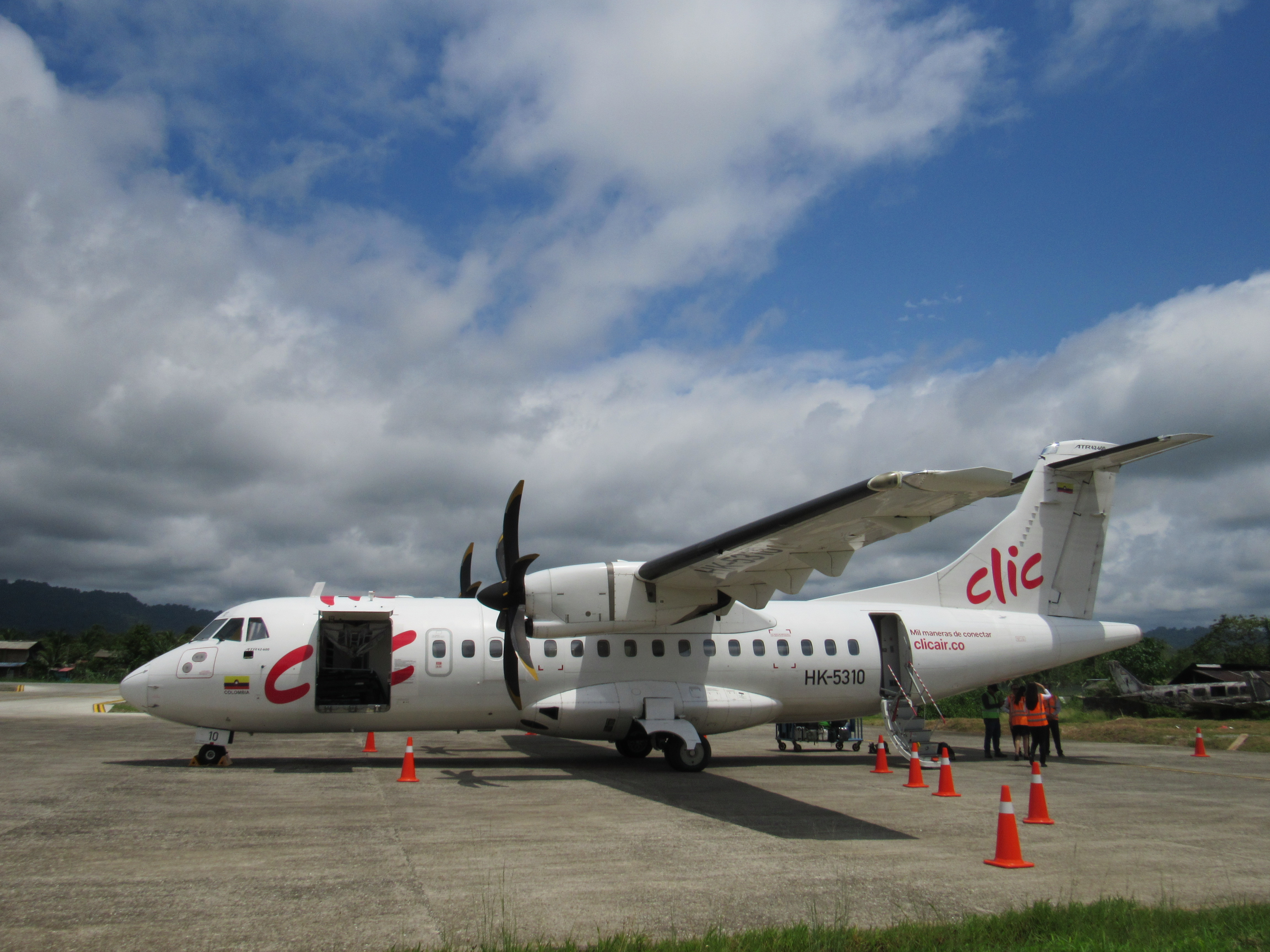
Vuelo inaugural Clic

## Destinos
- Aserpa
  - Quibdó / Aeropuerto El Caraño
  - Buenaventura / Aeropuerto Gerardo Tobar López
  - Pereira / Aeropuerto Internacional Matecaña

- Satena
  - Quibdó / Aeropuerto El Caraño
  - Medellín / Aeropuerto Olaya Herrera

- Searca
  - Medellín / Aeropuerto Olaya Herrera(Chárter)

- Aerocolombia
  - Cartago / Aeropuerto Santa Ana
- CLIC Air
  - Medellín / Aeropuerto Olaya Herrera

## Aerolíneas que cesaron operación
Aerolíneas Extintas
- ACES Colombia
  - Medellín / Aeropuerto Enrique Olaya Herrera
  - Quibdó / Aeropuerto El Caraño

## Estadísticas
Ver fuente y consulta Wikidata.